# ایدا فون ناگل
ایدا فون ناگل (آلمانی: Ida von Nagel; ۱۵ مهٔ ۱۹۱۷ – ۲۹ اوت ۱۹۷۱) سوارکار اهل آلمان بود.